# Бєляєв Валерій Іванович
Валерій Іванович Бєляєв (нар. 14 жовтня 1931 — 28 березня 1999) — академік НАН України в галузі метеорології та океанології (1988), фахівець з математичного моделювання складних систем в оболонках Землі : атмосфері, гідросфері та техносфері.

## Життєпис
Валерій Іванович Бєляєв народився 14 жовтня 1931 р. у м. Пушкіні в родині викладачів. Закінчив фізичний факультет Московського університету ім. М. В. Ломоносова (1949—1954). Працював старшим науковим співробітником Інституту прикладної геофізики АН СРСР. З 1962 р. працював в системі Академії наук України.
- 1962—1973 — Завідувач відділу та заступник директора з наукової роботи Морського гідрофізичного інституту НАН України (1962—1973). У 1969 р. захистив докторську дисертацію.
  - 1964 — Доктор фізико-математичних наук,
  - 1969 — професор, член-кореспондент НАН України.
- 1973—1981 — завідувач відділу математичного моделювання Інституту біології південних морів ім. О. О. Ковалевського,
- 1981—1999 — завідувач відділу оптики і біофізики океану Морського гідрофізичного інституту НАН України,
  - 1988 — академік НАН України
- 1992—1999 — голова Кримського відділення НАН України, яке згодом було реорганізовано в Кримський науковий центр. Тоді ж В. І. Бєляєв створив і став директором Наукового центру з проблем моделювання в екології та рекреаційної географії НАН України.
- 2000 — Лауреат Державної премії України в галузі науки і техніки (2000, посмертно).

## Наукова діяльність
На основі оригінального підходу, що ґрунтується на лагранжевому уявленні рівнянь стану у фазовому просторі параметрів, В. І. Бєляєв розробив ефективний метод опису геофізичних явищ, зумовлених фазовими переходами. Він вивчав океан як складну систему, стан якої формується в результаті взаємодії фізичних, хімічних, біологічних процесів, а також в умовах антропогенних навантажень.
Були розроблені моделі фізіологічних процесів в тканинах організмів морських тварин при взаємодії з навколишнім середовищем, моделі екосистем шельфу пелагіалі Чорного моря, модель екосистеми його сірководневої зони, модель системи «місто-навколишнє середовище», модель еволюції Сонячної системи та ін. Були створені нові логікоінформаційні моделі екологічних і еколого-економічних систем. На їх основі були розроблені комп'ютерні програмні системи управління розвитком прибережних морських регіонів.